# Ewa Deptuchowa
Ewa Magdalena Deptuchowa – polska polonistka, badaczka dziejów języka polskiego.

## Życiorys
Ukończyła filologię słowiańską na Uniwersytecie Jagiellońskim w roku 1973. W roku 1982 uzyskała stopień doktora nauk humanistycznych na podstawie rozprawy pod tytułem Odpowiedniki łacińskiego passivum w psałterzach staropolskich, której promotorem był Marian Kucała.
Habilitowała się w roku 2008 na podstawie rozprawy pod tytułem Odpowiedniki czeskiego aorystu w Biblii królowej Zofii (Genesis-Josue). W tej pracy badała, jak czeski aoryst został oddany w polskim tłumaczeniu Biblii królowej Zofii i potwierdziła tezę o wpływach czeskiego języka na Biblię w języku polskim. Profesor Bogdan Walczak, recenzując pracę w Studiach Językoznawczych, zwrócił uwagę na dogłębność analizy oraz bogaty materiał językowy. Deptuchowa skupiła się na tekście autorstwa pierwszych czterech tłumaczy, w którym szczególnej analizie poddała ekwiwalenty czeskich form aorystycznych trzeciej osoby liczby pojedynczej. Te formy porównała następnie z tłumaczeniami form aorystycznych trzeciej osoby liczby pojedynczej w części Biblii królowej Zofii tłumaczonej przez Andrzeja z Jaszowic, a także ogólnie z tłumaczeniami wszystkich form aorystycznych w całym tekście dzieła. Ocenił, że rozprawa dała bardzo wartościowe wyniki, wykazując, jak blisko tłumacze Biblii trzymali się czeskiego oryginału, nieraz powielając szyk zdania, a nawet interpretacje. Czasami różnią się one od łacińskiej Wulgaty, którą użyła również w swoim badaniu.
Ma wkład w tworzenie słowników historycznych języka polskiego, takich jak Słownik staropolski pod redakcją Stanisława Urbańczyka (1971–2002) oraz Mały słownik zaginionej polszczyzny pod redakcją Felicji Wysockiej (2004). Kierowała projektem Skarbnica leksyki staropolskiej, przeprowadzonym w latach 2009–2012, w którym analizowano słownictwo z zakresu religii, prawa i przyrody w łacińskich rękopisach mających polskie glosy. W latach 2011–2015 brała udział w projekcie Słownik pojęciowy języka staropolskiego on-line. W latach 2018–2023 przeprowadzany jest kolejny projekt pod jej kierownictwiem, mianowicie Baza leksykalna średniowiecznej polszczyzny (do 1500 roku). Fleksja, którego celem jest opisanie staropolskiej fleksji na potrzeby przyszłej gramatyki historycznej języka polskiego.
Jest profesorem nadzwyczajnym Instytutu Języka Polskiego Polskiej Akademii Nauk. Pełniła funkcję przewodniczącego Rady Naukowej tego instytutu w kadencjach 2011–2014 oraz 2015–2018.